# Håkan Axlander Sundquist

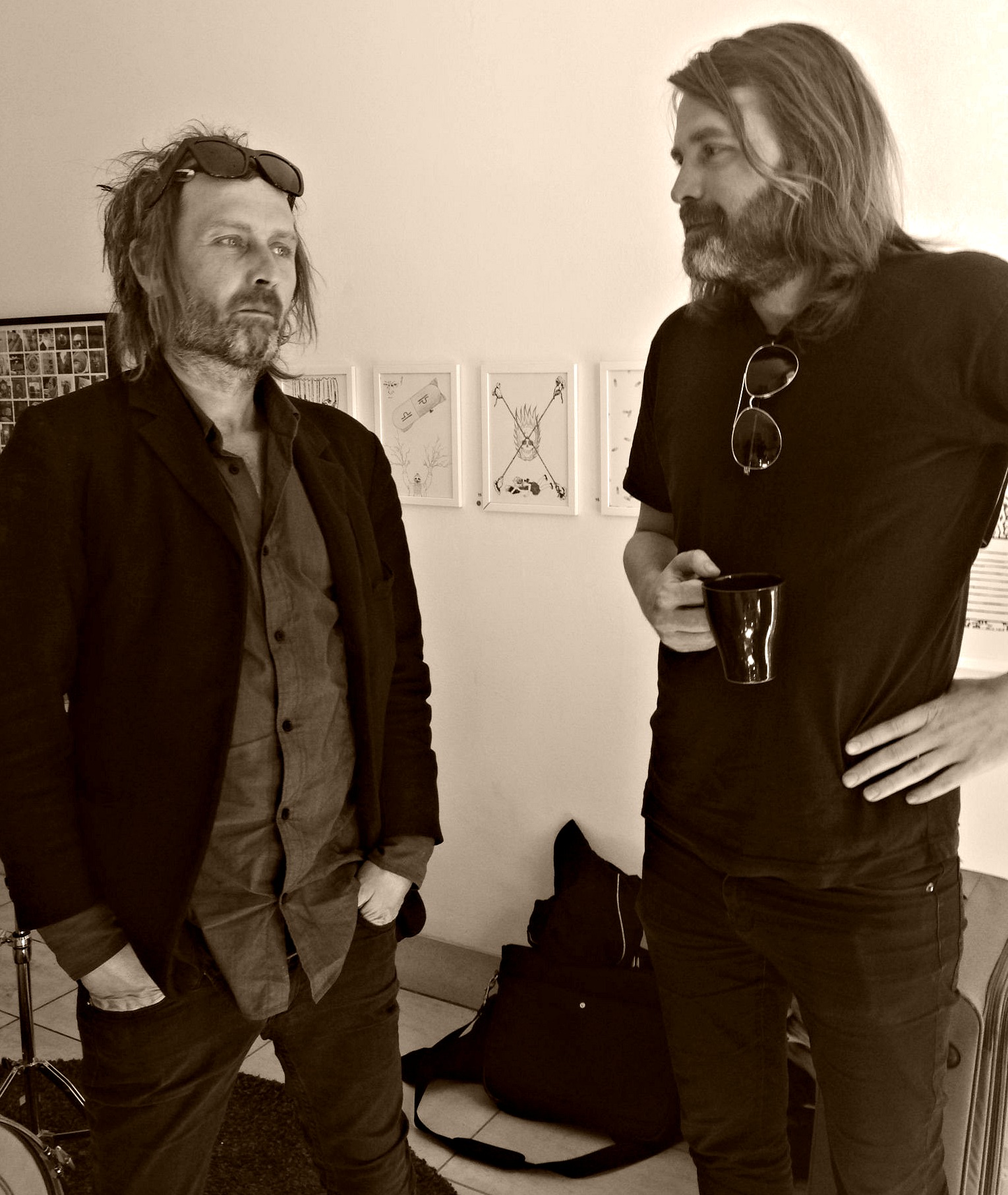
Erik Axl Sund (2014, Pressebild): Jerker Eriksson und Håkan Axlander Sundquist

Håkan Axlander Sundquist (geboren am 22. September 1965) ist ein schwedischer Musiker und Romanautor. Gemeinsam mit Jerker Eriksson bildet er das Autorenduo Erik Axl Sund, das mit der Victoria-Bergmann-Trilogie aus den Romanen Krähenmädchen, Narbenkind und Schattenschrei international erfolgreich ist und mit dem Spezialpreis (Specialpris) der Schwedischen Krimiakademie ausgezeichnet wurde.

## Veröffentlichungen
Håkan Sundquist veröffentlichte bislang mehrere Romane gemeinsam mit Jerker Eriksson unter dem Pseudonym Erik Axl Sund:
- Kråkflickan (Victoria Bergmans svaghet, #1), Stockholm 2010. ISBN 978-91-85785-47-6
  - deutsch: Krähenmädchen (Übersetzung aus dem Schwedischen von Wibke Kuhn) Goldmann-Verlag 2014. ISBN 978-3-442-48117-0
- Hungerelden (Victoria Bergmans svaghet, #2), Stockholm 2011. ISBN 978-91-85785-54-4
  - deutsch: Narbenkind (Übersetzung aus dem Schwedischen von Wibke Kuhn) Goldmann-Verlag 2014. ISBN 978-3-442-48118-7
- Pythians anvisningar: ["mord och psykoterapi"] (Victoria Bergmans svaghet, #3), Stockholm 2012. ISBN 978-91-85785-57-5
  - deutsch: Schattenschrei (Übersetzung aus dem Schwedischen von Wibke Kuhn) Goldmann-Verlag 2014. ISBN 978-3-442-48119-4
- Glaskroppar (Melankolitrilogin, #1), Stockholm 2014. ISBN 978-91-7037-688-7
  - deutsch: Scherbenseele (Übersetzung aus dem Schwedischen von Nike Karen Müller) Goldmann-Verlag 2015. ISBN 978-3-442-48333-4

| Personendaten    | Personendaten                       |
| ---------------- | ----------------------------------- |
| NAME             | Sundquist, Håkan Axlander           |
| KURZBESCHREIBUNG | schwedischer Musiker und Romanautor |
| GEBURTSDATUM     | 22. September 1965                  |